# Normes del Puig
Les Normes del Puig són unes normes ortogràfiques per al valencià elaborades el 1979 per la Secció de Llengua i Lliteratura (sic) de la Real (sic) Acadèmia de Cultura Valenciana amb l'objectiu d'oferir una ortografia diferenciada respecte a les Normes de Castelló, oficials i de caràcter unitarista amb els altres parlars catalans. Les Normes del Puig deuen el seu nom a l'acte de presentació celebrat el 7 de març de 1981 en el municipi valencià de El Puig.

## Ús
Els organismes oficials del País Valencià (incloent-hi ajuntaments i la mateixa Generalitat Valenciana), així com les universitats, la majoria d'editorials i altres organismes culturals, han utilitzat sempre als seus escrits les Normes de Castelló, unitaristes respecte al català. Els pocs intents d'utilització de qualsevol normativa que no fóra la de Castelló per part d'ajuntaments valencians han estat avortats pel Tribunal Suprem arran de la Sentència de Benifaió.
L'ús de les Normes del Puig ha estat molt minoritari. Només es van fer un cert lloc en organismes com ara la Junta Central Fallera (1992-1998). A partir del segle xxi, l'ús de les Normes del Puig comença a decaure, sobretot des de la creació de l'Acadèmia Valenciana de la Llengua el 1998, fet que va dotar d'oficialitat plena a les Normes de Castelló, i moment a partir del qual moltes de les entitats que utilitzaven les normes secessionistes adoptaren la normativa oficial. A partir de la dècada de 2010 la manca de relleu generacional, unida a l'acceptació de la normativa oficial de l'AVL va deixar l'ús de les Normes del Puig a nivells testimonials, fins i tot a sectors on arribà a tindre certa presència.
Durant els primers 25 anys de vida (1979-2004), es van publicar 656 obres amb estes normes, algunes de les quals mai no van ser registrades amb el codi ISBN. En este recompte no s'inclouen publicacions periòdiques (que utilitzen el codi ISSN) ni llibrets de falla, a excepció de les publicacions de la Junta Central Fallera durant els sis anys que les va utilitzar, i d'alguns llibrets seleccionats pel seu especial interés. Tanmateix, es comptabilitzen també diversos volums d'una mateixa obra si estes tenien diversos autors, o si es van publicar en anys diferents o els volums tenien un altre ISBN. També es comptabilitzen obres que van utilitzar les normes de manera parcial.
Segons va calcular l'acadèmic Àngel Calpe Climent en la seua obra de 2005, durant els 25 primers anys de les Normes del Puig, estes foren utilitzades per 219 autors diferents, 28 dels quals (el 12,79%) participaren en nou o més obres. Estos 28 autors representaven el 51,32% de la producció total en esta normativa. L'autor amb major producció havia estat Artur Ahuir, amb 22 obres.
L'etapa amb més gran nombre d'obres publicades amb la normativa del Puig coincideix amb el període en què Unió Valenciana fou soci del Partit Popular en diversos governs valencians. Així, entre el 1992 i el 2001 es produeix l'edat daurada de les Normes del Puig, amb una mitjana de 40,3 publicacions a l'any, un total de 403 obres (61,4% del total), en deu anys. Amb la creació el 1998 de l'Acadèmia Valenciana de la Llengua, les Normes del Puig cauen en desgràcia, arribant el 2004 a nivells de producció semblants als del 1982. El 2004, el 90,95% de publicacions en normativa secessionista s'havien publicat en la ciutat de València, s'han publicat obres en vint localitats valencianes diferents i una a Madrid.
Hui en dia les Normes del Puig, en les seues diferents formes, encara són utilitzades en algunes publicacions (bàsicament lligades a les organitzacions Lo Rat Penat i Real Acadèmia de Cultura Valenciana, propulsors d'aquestes). L'única editorial amb una producció ressenyable en les Normes del Puig és l'Editorial L'Oronella, que el 2004 era l'editorial amb més gran mitjana de publicacions amb 9,75 obres publicades anyalment. Actualment ja ha superat Lo Rat Penat, associació cultural que el 2004 presentava el més gran nombre de publicacions absolutes amb 133 obres. Sols huit editorials tenien una mitjana més gran que dues obres per any el 2004, entre les quals es trobava el mateix Ajuntament de València, mentre que el 52,56% de les editorials (41 de 78) sols havia publicat una obra amb esta normativa. El 7,24% de la producció (53 obres) fou autoeditada.
El 2004, la producció en Normes del Puig era el doble que la de llengües minoritàries com l'aranès o l'aragonès, si bé se situava a nivells inferiors a la meitat de la producció si se la comparava amb la llengua asturiana, i molt per avall de la producció realitzada amb l'ortografia oficial del valencià, de caràcter unitarista. Segons Òscar Rueda, el 2011 les Normes del Puig havien estat utilitzades per més d'un centenar d'escriptors, i el nombre de valencians amb formació sobre la normativa era d'uns milers.
Pel que fa a les editorials que utilitzaven esta normativa, la veterana "Del Sénia al Segura" plegà el febrer del 2012, després de més de 35 anys d'activitat. També el 2012, l'altra editorial de referència per als lectors en Normes del Puig, L'Oronella, anuncià la seua intenció de publicar llibres sense que importe la llengua o ortografia en la qual foren escrits, sinó llur qualitat. Açò va comportar la creació d'una col·lecció per a literatura escrita en les Normes de Castelló, anomenada Jàssena.

## Antecedents
Hi ha hagut diferents versions de les Normes, la diferència entre les quals rau principalment en l'accentuació. En la primera etapa (1979-1981) hi havia accents amb un sistema diferent del de les Normes de Castelló o IEC. Fou en la segona etapa (1981-2003) quan s'optà per eliminar-los, tret dels diacrítics. Va ser durant aquesta època que les normes gaudirien de més difusió social. Per exemple, al final de la dècada dels 1990 el diari Las Provincias va distribuir vora 30.000 exemplars del Diccionari de la Real Acadèmia de Cultura Valenciana editats per l'Ajuntament de València. Entre els anys 1979-2004 van publicar-se 656 títols en esta normativa, sent 1996 l'any amb major producció literària al publicar-se 54 llibres escrits amb les Normes del Puig.
Finalment, el juliol de 2003 es van reintroduir els accents gràfics, segons una normativa molt semblant a la unitarista. Aquesta reforma ha estat vista amb recel per certs sectors del secessionisme, per l'acostament que suposa a l'Acadèmia Valenciana de la Llengua que, si bé les institucions més importants del blaverisme, com ara Lo Rat Penat o el partit polític Unió Valenciana, han acceptat els esmentats canvis, altres grups més extremistes no ho han fet. De manera que actualment conviuen dues versions de les normes, la que admet només accents diacrítics i la que accepta una normativa d'accentuació gràfica molt similar a la de l'IEC.
Les diferències amb les normes oficials de l'Acadèmia Valenciana de la Llengua (basades en les Normes de Castelló i l'IEC) no comporten una disminució de la comprensió, de manera que un text escrit segons les Normes del Puig és totalment comprensible per qualsevol catalanoparlant que no les haja estudiades. De fet, els robots amb algorismes classificadors de pàgines web segons l'idioma, que estan basats íntegrament en les normatives de l'Institut d'Estudis Catalans, com ara els de Google, classifiquen els texts escrits amb les Normes del Puig com a texts en llengua catalana. No obstant això, també ocorre que nombrosos correctors ortogràfics de català, aplicats a texts en valencià, assenyalen de forma incorrecta errades que no són tals, no ja als escrits segons les Normes del Puig, sinó fins i tot als realitzats seguint correctament la normativa de l'Acadèmia Valenciana de la Llengua.
En este text es pot comparar quina seria la transcripció d'un mateix text (extret a l'atzar del web de la RACV) en les dues normatives per veure'n la diferència:
| Normes del Puig (reforma de 2003) | Català normatiu (variant valenciana, AVL) | Català normatiu (variant oriental, IEC) |
| --- | --- | --- |
| L'única denominació que els valencians hem acceptat com a sinònima de llengua valenciana, en un context poètic o romàntic durant els sigles XIX i XX, és la de llengua llemosina, utilisada en molts casos com a sinònim de llengua antiga, llengua clàssica o dels nostres antepassats. L'explicació està en la consciència, més o manco clara, que entre una èlit cultural valenciana es tenia de pertànyer el valencià a un diasistema llingüístic superior occitanorromànic. Aixina és, el valencià, la llengua valenciana no únicament està directament emparentada en el català i el mallorquí, com el nacionalisme català vol fer vore, sino també en el llenguadocià, el provençal, el llemosí… pero la valenciana és l'única que dins del diasistema tingué un Sigle d'Or, el sigle XV, en una producció lliterària quantiosa i d'un reconegut prestigi mundial, de manera que el valencià marcà la norma llingüística a seguir per tot el diasistema, norma que el català acceptà tant a nivell oral com a escrit fins a la moderna proposta ortogràfica i gramatical de l'ingenier català Pompeu Fabra que, encara que adaptant-la al català modern de Barcelona o barceloní, seguix sent en gran part la valenciana del sigle XV, d'ací l'abisme entre el català parlat i escrit i la proximitat entre el valencià parlat i escrit. Este Sigle d'Or valencià també consolidà per a sempre la denominació llengua valenciana. | L'única denominació que els valencians hem acceptat com a sinònima de llengua valenciana, en un context poètic o romàntic durant els segles XIX i XX, és la de llengua llemosina, utilitzada en molts casos com a sinònim de llengua antiga, llengua clàssica o dels nostres avantpassats. L'explicació està en la consciència, més o manco [popular per menys] clara, que entre una elit cultural valenciana es tenia de pertànyer el valencià a un diasistema lingüístic superior occitano-romànic. Així és, el valencià, la llengua valenciana no únicament està directament emparentada amb el català i el mallorquí, com el nacionalisme català vol fer vore, sinó també amb el llenguadocià, el provençal, el llemosí… però la valenciana és l'única que dins del diasistema tingué un Segle d'Or, el segle xv, amb una producció literària quantiosa i d'un reconegut prestigi mundial, de manera que el valencià marcà la norma lingüística a seguir per tot el diasistema, norma que el català acceptà tant a nivell oral com escrit fins a la moderna proposta ortogràfica i gramatical de l'enginyer català Pompeu Fabra que, encara que adaptant-la al català modern de Barcelona o barceloní, seguix sent en gran part la valenciana del segle xv, d'ací l'abisme entre el català parlat i escrit i la proximitat entre el valencià parlat i escrit. Este Segle d'Or valencià també consolidà per a sempre la denominació llengua valenciana. | L'única denominació que els valencians hem acceptat com a sinònima de llengua valenciana, en un context poètic o romàntic durant els segles XIX i XX, és la de llengua llemosina, utilitzada en molts casos com a sinònim de llengua antiga, llengua clàssica o dels nostres avantpassats. L'explicació està en la consciència, més o menys clara, que entre una elit cultural valenciana es tenia de pertànyer el valencià a un diasistema lingüístic superior occitano-romànic. Així és, el valencià, la llengua valenciana no únicament està directament emparentada amb el català i el mallorquí, com el nacionalisme català vol fer veure, sinó també amb el llenguadocià, el provençal, el llemosí… però la valenciana és l'única que dins del diasistema tingué un Segle d'Or, el segle xv, amb una producció literària quantiosa i d'un reconegut prestigi mundial, de manera que el valencià marcà la norma lingüística a seguir per tot el diasistema, norma que el català acceptà tant a nivell oral com escrit fins a la moderna proposta ortogràfica i gramatical de l'enginyer català Pompeu Fabra que, encara que adaptant-la al català modern de Barcelona o barceloní, segueix sent en gran part la valenciana del segle xv, d'ací l'abisme entre el català parlat i escrit i la proximitat entre el valencià parlat i escrit. Aquest Segle d'Or valencià també consolidà per a sempre la denominació llengua valenciana. |

El resultat és que de 224 paraules que té el fragment, només hi ha divergències en 12 paraules (17 comptant les repetides) entre les Normes del Puig i de l'AVL, de les quals la majoria o són convencions gràfiques (com occitanorromànica per occitano-romànica), o no tenen res a vore amb la pretesa oposició català-valencià: com utilisada per utilitzada (la pronúncia -isar és la més comuna arreu del domini lingüístic), llingüístic per lingüístic (palatalització típica del llenguatge popular arreu), sigle per segle, sino per sinó, pero per però, etc. Fins i tot amb les normes catalanes més unitaristes possibles, la diferència és mínima.

### Escrits tècnics o administratius i llengua patrimonial
En contraposició a la comparació del text del pròleg del Diccionari General de la Llengua Valenciana de la RACV, escrit en les tres normatives (RACV 2003, AVL i IEC), el doctor en filologia valenciana Voro López i Verdejo, i director de la Secció de Llengua i Lliteratura de la Real Acadèmia de Cultura Valenciana, escriu en les pàgines 79 a 81 del seu llibre «Sense pèls en la llengua»:
«Als filòlecs que alguns duen en la pancha els agrada comparar escrits per a fer vore que valencià i català són casi iguals; no és un procediment científic i molt manco si comparem escrits tècnics o administratius per a fer esta demostració, puix en estos nivells del llenguage o llenguages específics les diferències entre llengües no es fan massa evidents, i faltarien elements fonamentals com la fonètica i la prosòdia. S'ha d'acodir a la llengua patrimonial si realment volem detectar diferències significatives, com les que podem detectar traduint esta cançó popular valenciana (jota de Vilamarchant) al català:
| «                                     | Baix la meua bresquillera me digueres que em volies i des d'entonces {nota 43} que l'abre fa més dolces les bresquilles. | » |
| — Cançó popular, Jota de Vilamarchant | |   |

Nota 43. Entonces és un castellanisme en valencià que no té el català, pero el català té uns atres castellanismes que no té el valencià; inclús en esta qüestió d'interferències llingüístiques el valencià i el català es comporten de manera diferent.
La traducció al català seria:
| « | Sota el meu presseguer, em vas dir que m'estimaves i des d'aleshores l'arbre fa més dolços els préssecs. | » |

No obstant, també podem trobar grans diferències en llenguages tècnics o específics. Vejam l'eixemple que Òscar Rueda aporta en una etiqueta {nota 44}:
Nota 44. RUEDA,Ò. ¿Té futur la normativa de l'idioma valencià?, p. 110. Ed. Mosseguello, Valéncia, 2014.
“Valencià: Este joguet pot contindre peces menudes i no és adequat per a chiquets menors de tres anys. Per favor, lligga atentament estes instruccions i guarde-les com a referència.
Català: Aquesta joguina pot contenir peces petites i no és adient per nens menors de tres anys. Sisplau, llegeixi acuradament aquestes instruccions i desi-les com a referència.”
Deixant el "margall" o la fonètica a banda i centrant-nos en el lèxic patrimonial, comprovem que aquella "unitat de la llengua” fa fallanca estrepitosament. Anem a un eixemple imparcial, a l'obra de Jean Nard Gibier d'eau, pero a la traducció que de l'obra fa Joaquín Aroca, membre fundador de la Sociedad Española de Ornitología, i que es publicà en Barcelona en 1963 per l'editorial Pulide. En l'introducció diu: «El editor español ha creído de interés incluir en esta obra un índice de las aves tratadas en la misma, en el que figuran además de los nombres vulgares castellanos sus equivalentes catalanes y valencianos y las denominaciones cientificas correspondientes […] estimamos que los nombres consignados […] son suficientes para permitir la identificación de las distintas especies por parte de la generalidad de cazadores».
¡Aguaita!, tanta unitat de la llengua i en parlar de pardals ya no s'entenen catalans i valencians, tant és aixina que l'editor català del llibre creu d'interés incloure un índex d'aus tractades en el text a quatre columnes: castellà / català / valencià / nom científic. De les 95 aus que apareixen en el llistat a soles 6 tenen el mateix nom en català i valencià (rascló, foja, cigonya, cigonya negra i grua); no cal dir que si parlem de peixos o plantes el percentage seria més o manco el mateix. Aixina i tot seguim afirmant que la singularitat del valencià no està "únicament" en la fonètica i el lèxic; no s'ha de perdre de vista la sintaxis i la morfologia verbal i nominal».

## Principals característiques de l'ortografia de les Normes del Puig
Freqüentment, les Normes del Puig han siguit criticades per basar-se massa en l'apitxat, o parlar de l'Horta de València, i marginar la resta de parles valencianes. No obstant això, les característiques fonètiques de l'apitxat, consistents en la desaparició de:
- la v labiodental /v/ (substituïda per la b bilabial /b/);
- la s sonora /z/ (substituïda per la s sorda /s/);
- la palatal africada sonora /dʒ/ (substituïda per la palatal africada sorda /tʃ/),

no són tingudes en compte per les Normes del Puig, que en mantenen la distinció ortogràfica.
Les principals diferències ortogràfiques entre les Normes del Puig i les Normes de Castelló són:
- Simplificació, en les Normes del Puig, respecte de la normativa oficial i de la llengua clàssica, de la representació gràfica del so palatal africat sonor /dʒ/, grafiat sempre com a g o j; eliminant per tant els dígrafs tg, tj de les Normes de Castelló (com els de metge, platja), que en valencià general es pronuncien igual que les g, j simples (com veges, pujar):

- Normes del Puig: veges, pujar, majestat, orige, marge, franja, jove, gerani, però també mege, plaja, formage, desijar.
- Normes de Castelló: veges, pujar, majestat, origen, marge, franja, jove, gerani, però metge, platja, formatge, desitjar.

- Adaptació més estreta de l'ortografia, en les Normes del Puig, a la pronunciació valenciana, tant de l'apitxat com de la resta de varietats valencianes (i del català occidental, en general) de la palatal fricativa sorda /ʃ/ i la palatal africada sorda /tʃ/, 1que el sistema de les Normes de Castelló. Cal notar que la normativització fabriana de tx i x parteix de la fonètica catalana oriental. Així, es manté el dígraf ch, que ja apareixia a l'època clàssica, en tots els casos en què es pronuncia /tʃ/, i s'elimina el dígraf tx, també clàssic, de les Normes de Castelló. La lletra x es pronuncia sempre palatal fricativa sorda /ʃ/, a diferència de les Normes de Castelló, on representa també el so /tʃ/.

A començ de mot:
- Normes del Puig: Xàtiva, Xeresa, xarop, xaloc, xenofòbia, pronunciades amb /ʃ/, però chiquet, choc (diferent de joc per als no apitxats), chulla, charrar, Chirivella, checoslovac, Chechènia, pronunciades amb /tʃ/.
- Normes de Castelló: Xàtiva, Xeresa, xarop, xaloc, xenofòbia, però també xiquet, xoc, xulla, xarrar (o xerrar), Xirivella, tot i pronunciar-se /tʃ/, i en canvi, txecoslovac, Txetxènia.

A meitat de paraula:
- Normes del Puig: caixa, patixes, meréixer, pronunciades amb /ʃ/, però pancha, archiu, coche, brocha, cliché, naucher pronunciades totes amb /tʃ/.
- Normes de Castelló: caixa, patixes (o pateixes), meréixer, però també panxa, arxiu, tot i pronunciar-se /tʃ/, i si bé es distingeix la /tʃ/ a cotxe, brotxa, no a clixé, nauxer.

A final de paraula:
- Normes del Puig: Puig, maig, mig, despaig, Elig, Barig, pronunciades totes amb /tʃ/.
- Normes de Castelló: Puig, maig, mig, però despatx, Elx, Barx.

- Manteniment, segons la tradició ortogràfica fins a principis del segle xx i la pronunciació, de les oclusives finals /t/, /k/, /p/ representades sempre per t, c, p, sense la distinció moderna (entre t i d; c i g; i p i b, respectivament) adoptada, per raons etimològiques, per Pompeu Fabra i les Normes de Castelló per a l'idioma escrit, però que no es veu reflectida en el parlat:

So /t/:
- Normes del Puig: pot, buit, salut, nebot, sòrt, i també sort, fret, vert, almut, Davit, Madrit, Bellreguart.
- Normes de Castelló: pot, buit, salut, nebot, sort, però sord, fred, verd, almud, David, Madrid, Bellreguard.

So /p/:
- Normes del Puig: cap, llop, sap, rep, colp, serp, camp, aljup, Alfarp, verp, àrap
- Normes de Castelló: cap, llop, sap, rep, colp, serp, camp, però aljub, Alfarb, verb, àrab.

So /k/:
- Normes del Puig: amic, dic, sec, prec, groc, foc, fanc, sanc, amarc, pròlec, castic. Es manté a final de paraula l'antic dígraf ch, pronunciat /k/, amb el qual s'escrivien fins al segle xx les esmentades paraules (ortografia antiga: prech, foch, fanch, sanch, etc.), però sols per a cognoms i topònims (per tant, Albuixech, Benlloch, Alfinach, Torre d'En Doménech, March, Bosch, Alborch, Albiach).
- Normes de Castelló: amic, dic, sec, prec, groc, foc, però fang, amarg, pròleg, càstig (o castic), amb l'eliminació coherent de l'antic dígraf ch també en la toponímia (Albuixec, Bell-lloc, Alfinac, Torre d'En Doménec) i amb tendència a eliminar-se, encara que continua sent tolerat, en els cognoms.

- Manteniment de la representació de la i consonàntica /j/ com a y; així com a final de paraula, sols en topònims i «per tradició», de la vocal i final de diftong, seguint-se parcialment la tradició ortogràfica fins a principis del segle xx, que feia un ús molt més generalitzat de la y. Les Normes de Castelló representen els esmentats casos amb i, tret de certes paraules, en què per etimologia es representen amb j.

- Normes del Puig: yo, ya, proyecte, epopeya, feya, yaya, joya, Alboraya, Alcoy, Llombay, però rei, comboi.
- Normes de Castelló: jo, ja, projecte, però epopeia, feia, iaia, joia, Alboraia, Alcoi, Llombai, rei, comboi.

- L'ortografia de la s sorda /s/ (s, ss, c, ç segons etimologia) i la s sonora /z/ (s, z segons etimologia) és similar en ambdues ortografies, amb algunes particularitats:

- Les Normes del Puig prescriuen, com en les primeres Normes de Castelló, l'ús de s en el sufix -isar i derivats: organisar, castellanisació, normalisat, i mantenen l'ús del dígraf tz només en certes paraules en què és pronunciat com a tal en valencià (dotze, setze, l'Atzúvia), en oposició a organitzar, castellanització, normalitzat, segons la normativa oficial de l'Acadèmia Valenciana de la Llengua.
- Certes paraules amb s sorda, representada amb ss en les Normes de Castelló, es representen amb ç o c en les Normes del Puig: en paraules com ara engatuçar, escabuçó, o els sufixos -aç, -iç, -uç (grandaç, manaça, canyiç, pobruç, gentuça, menjuça, pastiç, hortaliça).

- Les Normes del Puig reflecteixen en l'escriptura la pronunciació palatal valenciana del grup -xc (vixca, servixca, peixcar, naixc, creixquen), permesa per les inicials Normes de Castelló, però que modernament es transcriu sempre com a -sc (visca, servisca, pescar, nasc, cresquen), segons propugna l'Acadèmia Valenciana de la Llengua.

- L'ús de la h muda, la distinció c-q (cuina, quatre) i la distinció b-v (cavall, biga), és també semblant en ambdues ortografies. En el cas de la h, en contrast amb la tradició ortogràfica: rahó, vehí, etc.

- Després de la reforma de juliol del 2003, les regles d'accentuació gràfica són iguals en ambdues ortografies, tret de les paraules agudes acabades en -in (com roïn), que no s'accentuen en Normes del Puig, i els accents diacrítics, presentant-se més casos d'accentuació diacrítica en les Normes del Puig, així com certes diferències (com dòna/dona, còbra/cobra, dèu/Deu). Quant a la diferenciació gràfica entre vocals obertes i tancades, les Normes del Puig segueixen estrictament el sistema vocàlic del valencià, accentuant de forma tancada, no sols paraules com ara café, francés, depén, pésol, que les Normes de Castelló també accepten (encara que alguns dels seus usuaris les accentuen de forma oberta: cafè, francès, depèn, pèsol seguint el vocalisme del català oriental), sinó també Valéncia, qué, série o época, que les Normes de Castelló obliguen a accentuar gràficament de forma oberta, tot i pronunciar-se tancades, a fi d'evitar discrepàncies entre les diverses varietats.

- Les Normes del Puig eliminen els dígrafs clàssics l·l, tl, tll, tm i tn, així com el grup de lletres -mpt-. Així, s'escriu sílaba, aquarela, alicient, guala, mole, billet, semana, cona, conte, redenció, en lloc de síl·laba, aquarel·la, al·licient, guatla (o guatlla), motle (o motlle), bitllet, setmana, cotna, compte, redempció segons les Normes de Castelló.

- Les Normes del Puig mantenen l'escriptura de la -d- intervocàlica en paraules com vesprada, mocador, acabades, pesadet, encara que en propugnen la no pronunciació en tot moment, segons ocorre en tot el valencià, a excepció de part del Maestrat. Certs sectors més radicals postulen directament la no escriptura de l'esmentada d (vesprà, mocaor, acabaes, pesaet), però açò no s'ha acceptat de moment per la Real Acadèmia de Cultura Valenciana.

## Doctrina gramatical associada a les Normes del Puig
L'ortografia de les Normes del Puig ha generat de forma paral·lela una doctrina morfològica, gramatical i lèxica que prioritza per complet i de forma exclusiva les formes tradicionals valencianes, especialment les del valencià del segle xix. Les qüestions més destacables que s'estableixen com a norma d'ús són:
- El lo neutre en tots els casos.
- L'ús en certs contexts de l'article clàssic lo, los (per lo matí, tots los dies, en lo món, etc.) que segueix tenint una vitalitat variable en el valencià segons zones i grups d'edat. Aquest article és d'ús generalitzat en el català nord-occidental, incloent-hi el tortosí o valencià de transició, i com a tal està acceptat per l'IEC. Per ser el propi de la llengua clàssica, durant el procés d'elaboració de la normativa fabriana es va discutir si caldria adoptar-lo com a general, en substitució de el, els, cosa que Pompeu Fabra va acabar rebutjant, com també fan les Normes del Puig.
- L'ús més freqüent, en una tendència arcaïtzant, dels possessius àtons (mon/ma, ton/ta, etc.), alternant amb meu/meua, teu/teua, etc.
- L'ús de la preposició ad davant d'articles i demostratius que comencen per vocal (dona-li-ho ad ell, ad aquell home, per ad això no fea falta que vinguérem, etc.).
- L'ús de atre, nosatres i vosatres (que també eren admeses per les originàries Bases per a la unificació de l'ortografia valenciana (Castelló, 1932)  [Normes de Castelló]), en lloc de altre, nosaltres i vosaltres. Les formes atre, atra, atres han conviscut des de ben antic amb altre, altra, altre.  Nosatres és una forma clàssica i hui literària, ja que generalment en la llengua parlada tradicional s'utilitza nosatros o mosatros.  La forma d'ús general en la llengua parlada és vosatros, llevat d'alguna zona del valencià septentrional que utilitza vosatres, forma esta que s'usa en la llengua formal o literària i que és clàssica.  La caiguda de la /l/ en les variants altre, altra, altres, que documentem de manera esporàdica en els primers escrits valencians, començà a generalitzar-se a partir del segle xv i, a poc a poc, ocorregué el mateix fenomen en les formes nosaltres, vosaltres i també les variants antigues nosaltros, vosaltros donant lloc, respectivament, a nosatres/nosatros i vosatres/vosatros, formes que aniran apareixent en escrits de caràcter popular i administratiu, però també literaris.
- L'ús exclusiu dels plurals tradicionals valencians, que concorden amb els de la llengua antiga: hòmens, jóvens, màrgens, ràvens, boscs, gusts, texts, que són també normatius en les Normes de Castelló juntament amb les formes més modernes homes, joves, raves, boscos, gustos, textos.
- L'ús de la preposició en segons el valencià oral, fins i tot davant de topònims, com ja es practicava en la llengua antiga (Vixc en Valéncia), i també amb el significat de amb (Llava't en eixe sabó); usant alternativament la preposició clàssica ab (no amb) només en certs contextos, per a evitar confusions.
- L'ús de la flexió verbal valenciana més popular o dialectal, considerada incorrecta en la normativa oficial, com és el cas dels gerundis en -guent (correguent, escriguent), i rebuig de les formes que tingueren vitalitat en valencià antic, i modernament sols en tenen en alguns casos i en certes parles, com tenir, venir o veure, o els pretèrits imperfets de subjuntiu en -às, -és, -ís. Es rebutgen també les desinències en -i del subjuntiu que ha adoptat el català normatiu modern, però que són desconegudes en el valencià antic i modern, així com els increments incoatius amb -e (existeixi o existesca; s'accepta existixca en exclusiva).
- Es rebutgen certes paraules que tingueren un ús variable en valencià parlat fins als segles xvii-xviii (com els demostratius reforçats aquest, aqueix, certs adverbis, preposicions i conjuncions com doncs, aleshores, malgrat o tanmateix) i es prioritzen unes altres, encara vives (sobretot en persones d'edat i certes parles valencianes) com manco, llavors, a rant de, ausades, mitan, més aïna, mentrimentres, etc.
- Es rebutgen formes alienes a la tradició lingüística valenciana, però popularitzades recentment per l'ensenyament i els mitjans de comunicació, com ara néixer (per nàixer), treure (per traure), pop (per polp), cargol (per caragol) o difoses gràcies a la pèrdua de la corresponent paraula valenciana tradicional per castellanització: fraula per maduixa, farda (o fardeta) per esquirol, galfí (o delfí) per dofí, renoc per gripau, primavera d'hivern per tardor, palometa per papallona), etc.
- Es propugna l'ús exclusiu de variants com servici, defendre, huit, dèsset, díhuit, hui, avant, arrere, etc. que ja existien en l'època clàssica, refusant altres variants que caigueren en desús i han tornat a popularitzar-se recentment, per ser les que ha mantingut vives el català oriental. Es prioritza per complet el vocabulari tradicional valencià (eixir, granera, rabosa, chiquet, menut, etc.) davant d'altres paraules que la normativa oficial considera «sinònims», i que la Real Acadèmia de Cultura Valenciana qualifica de catalanismes.